# Milk (drag queen)
Pour les articles homonymes, voir Milk.
Daniel Donigan, plus connu sous le nom de scène Milk, est un mannequin et drag queen américain. Il est principalement connu pour avoir participé à la sixième saison de RuPaul's Drag Race et à la troisième saison de RuPaul's Drag Race: All Stars.

## Jeunesse
Daniel est élevé à Syracuse, dans l'état de New York.

## Carrière
En 2014, Milk est annoncée comme l'une des quatorze participantes de la sixième saison de RuPaul's Drag Race, ce qui lui fait gagner le succès. Elle arrive neuvième.
Le 20 octobre 2017, elle est annoncée comme l'une des dix candidates de la troisième saison de RuPaul's Drag Race: All Stars, où elle est éliminée lors du troisième épisode, et se place finalement neuvième après le retour de Morgan McMichaels.
En dehors de l'univers de Drag Race, Milk a fait du mannequinat pour la collection Printemps/Été 2016 de Marc Jacobs, ainsi que pour la collection Printemps/Été 2018 de Vivienne Westwood. Il fait également partie des mannequins de la collection Automne 2018 de Perry Ellis. 
Il apparaît sur la couverture de la troisième édition du magazine Hello Mr., dans la troisième édition de Gayletter, ainsi que dans l'édition de janvier 2018 de Gay Times, et dans une édition de 2014 de Next Magazine. Il est annoncé comme la nouvelle égérie de la marque de soins de Madonna, MDNA Skin.
Il se représente dans un événement de patinage artistique à des fins caritatives : au bénéfice d'une association s'occupant de jeunes LGBTQ+ sans refuge. 

## Musique
Milk forme le groupe The Dairy Queens en 2016, dont le premier single, Milk It, sort le 2 juillet de la même année. Il sort ensuite son premier single en solo, Touch the Fashion, Change Your Life, sur lequel il se présente lors du premier épisode de la troisième saison de RuPaul's Drag Race: All Stars en 2017.

## Vie privée
Milk est un ancien patineur artistique. En 2009, il se qualifie pour un concours national américain de patinage.
Il vit actuellement à New York, avec son partenaire depuis 10 ans, James Whiteside, danseur principal au American Ballet Theatre.

## Filmographie

### Télévision
| Année | Titre                                  | Rôle      | Notes                      |
| ----- | -------------------------------------- | --------- | -------------------------- |
| 2014  | RuPaul's Drag Race, saison 6           | Elle-même | Candidate — Neuvième place |
| 2018  | RuPaul's Drag Race All Stars, saison 3 | Elle-même | Candidate — Neuvième place |